# Bayel
Bayel és un municipi francès situat al departament de l'Aube i a la regió del Gran Est. L'any 2007 tenia 860 habitants.

## Demografia

### Població
El 2007 la població de fet de Bayel era de 860 persones. Hi havia 356 famílies de les quals 104 eren unipersonals (40 homes vivint sols i 64 dones vivint soles), 124 parelles sense fills, 96 parelles amb fills i 32 famílies monoparentals amb fills.
La població ha evolucionat segons el següent gràfic:
Habitants censats

### Habitatges
El 2007 hi havia 413 habitatges, 356 eren l'habitatge principal de la família, 35 eren segones residències i 22 estaven desocupats. 410 eren cases i 3 eren apartaments. Dels 356 habitatges principals, 258 estaven ocupats pels seus propietaris, 90 estaven llogats i ocupats pels llogaters i 7 estaven cedits a títol gratuït; 3 tenien una cambra, 18 en tenien dues, 78 en tenien tres, 126 en tenien quatre i 130 en tenien cinc o més. 242 habitatges disposaven pel capbaix d'una plaça de pàrquing. A 132 habitatges hi havia un automòbil i a 147 n'hi havia dos o més.

### Piràmide de població
La piràmide de població per edats i sexe el 2009 era:
| Homes | Edats   | Dones |
| ----- | ------- | ----- |
| 0     | 95 o +  | 0     |
| 0     | 90 a 94 | 8     |
| 8     | 85 a 89 | 28    |
| 4     | 80 a 84 | 20    |
| 16    | 75 a 79 | 24    |
| 28    | 70 a 74 | 36    |
| 16    | 65 a 69 | 44    |
| 16    | 60 a 64 | 32    |
| 8     | 55 a 59 | 12    |
| 40    | 50 a 54 | 32    |
| 44    | 45 a 49 | 20    |
| 44    | 40 a 44 | 24    |
| 24    | 35 a 39 | 36    |
| 28    | 30 a 34 | 12    |
| 16    | 25 a 29 | 16    |
| 8     | 20 a 24 | 8     |
| 16    | 15 a 19 | 20    |
| 48    | 10 a 14 | 16    |
| 24    | 5 a 9   | 32    |
| 32    | 0 a 4   | 20    |

## Economia
El 2007 la població en edat de treballar era de 507 persones, 321 eren actives i 186 eren inactives. De les 321 persones actives 291 estaven ocupades (156 homes i 135 dones) i 30 estaven aturades (17 homes i 13 dones). De les 186 persones inactives 86 estaven jubilades, 51 estaven estudiant i 49 estaven classificades com a «altres inactius».

### Ingressos
El 2009 a Bayel hi havia 351 unitats fiscals que integraven 810 persones, la mediana anual d'ingressos fiscals per persona era de 16.211 €.

### Activitats econòmiques
Dels 20 establiments que hi havia el 2007, 1 era d'una empresa alimentària, 2 d'empreses de fabricació d'altres productes industrials, 3 d'empreses de construcció, 2 d'empreses de comerç i reparació d'automòbils, 1 d'una empresa de transport, 1 d'una empresa d'hostatgeria i restauració, 6 d'empreses de serveis i 4 d'empreses classificades com a «altres activitats de serveis».
Dels 8 establiments de servei als particulars que hi havia el 2009, 1 era una oficina de correu, 1 funerària, 1 paleta, 1 lampisteria, 1 electricista i 3 perruqueries.
L'únic establiment comercial que hi havia el 2009 era una fleca.
L'any 2000 a Bayel hi havia 4 explotacions agrícoles.

## Equipaments sanitaris i escolars
El 2009 hi havia 1 escola maternal i 1 escola elemental.

## Poblacions més properes
El següent diagrama mostra les poblacions més properes.